# Oblast' autonoma kara-kirghisa
L'Oblast' autonoma kara-kirghisa (in russo Кара-Киргизская автономная область?; in kirghiso Кара-Кыргыз өзэркин облусу?, Kara-Kırgız özerkin oblusu), abbreviato in Kara-Kirghisa AO (in russo Кара-Киргизская АО?, Kara-Kirgizskaja AO) o KAO (in russo КАО?; in kirghiso КӨО?) nell'ex regione dell'Asia centrale sovietica, venne creata il 14 ottobre 1924 all'interno della RSFS Russa nella parte prevalentemente kirghisa della Repubblica Socialista Sovietica Autonoma del Turkestan. Il 15 maggio 1925 fu rinominata Oblast' autonoma kirghisa. L'11 febbraio 1926 fu riorganizzata nella RSSA Kirghisa (da non confondere con la RSSA Kirghisa che era il primo nome della RSSA Kazaka). Il 5 dicembre 1936 divenne la RSS Kirghisa, una delle repubbliche costituenti dell'Unione Sovietica.
Kara-Kirghiz è un antico nome per il Kirghizistan che letteralmente significa "il nero kirghiso (= Kyrghyz)", in riferimento al colore delle tende usate dai nomadi.